# 冬宮殿
座標: 北緯59度56分25秒 東経30度18分50秒 / 北緯59.9404度 東経30.3139度
冬宮殿（ふゆきゅうでん、Winter Palace、ロシア語: Зимний дворец、ラテン文字表記：Zimniy Dvorets（ズィームニイ・ドヴァリェーツ））は、ロシア連邦サンクトペテルブルクにある、かつてのロシア帝国の宮殿である。冬宮（とうきゅう）ともいい、ロシア皇帝の冬季の王宮として1754年～1762年の間に建設された。緑と白の石材を用いたロココ建築は1,786のドアと1,945の窓がある。宮殿の北側はネヴァ川に面し、南側には宮殿広場が広がる。

## 歴史
1711年、ピョートル1世は現在の冬宮殿がある地よりも北東、現在のエルミタージュ劇場がある場所に、自身の王宮として冬の宮殿の建設を開始した。設計はイタリア人建築家のドメニコ・トレッツィーニが担当し、ピョートル・バロック様式で建設された。その後、ピョートルの治世中に数度建て替えられた。
1754年には、女帝エリザヴェータ・ペトロヴナがより壮大な宮殿の建設を決定する。設計はイタリア人建築家バルトロメオ・ラストレッリで、ロココ建築が採用された。
帝政時代は王宮として機能し、最初に使用したのはエカテリーナ2世大帝（在位：1762年 - 1796年）。 レフ・トルストイによる小説『戦争と平和』に描かれる1812年ロシア戦役前後のロシア宮廷の舞台の一つである。
1837年には、改築工事に伴い火災が発生（1837年冬宮殿火災）、時の皇帝ニコライ1世は修復を命じた。その際、外装は殆どそのままに一部の内装は新古典主義様式に改装された。
ロシア二月革命による帝政廃止後はロシア臨時政府（首相：ゲオルギー・リヴォフ公、後にアレクサンドル・ケレンスキー）が置かれた。十月革命においてボリシェヴィキが突入し臨時政府のメンバーを逮捕、臨時政府庁舎としての役割を終える。ロシア革命期の宮殿については、ジョン・リードの著書『世界を揺るがした10日間』および同書を原作とした映画「レッズ」に描かれている。
十月革命後、建物はエルミタージュ美術館の本館となった。同宮殿はエカテリーナ宮殿などのその他の建築物とその周辺とともにサンクトペテルブルク歴史地区と関連建造物群として世界遺産に登録されている。

## 外壁の色
建設時の外壁は薄い黄色だったが、その後、幾度となく様々な色で塗り替えられている。現在のような薄い緑色になったのは1947年だが、エルミタージュ美術館の創設250年にあたる2014年に元の薄い黄色に復元される予定であった。だがこの計画には反対意見も存在し、2024年4月現在外壁の色は薄い緑色のままである。
以下、外壁の色の変遷を挙げる（主なもので、これが全てではない）。
- 薄い黄色（建設時）
- 薄いピンク（1850年代）
- 赤茶色（1913年）
- 灰色（第2次世界大戦中、空襲の標的となるのを避けるため）
- 薄い緑色（1947年、戦争からの解放感を象徴するため明るい色に）